# Схрейнемахер, Лисье
Лисье Схрейнемахер (нидерл. Liesje Schreinemacher; род. 13 мая 1983, Роттердам, Южная Голландия) — нидерландский политический и государственный деятель. Член Народной партии за свободу и демократию. Министр внешней торговли и сотрудничества в целях развития Нидерландов с 10 января 2022 по 4 декабря 2023 года и с 15 апреля по 2 июля 2024 года. В прошлом — депутат Европейского парламента (2019—2022).

## Биография
Родилась 13 мая 1983 года в Роттердаме.
В 1995—2001 годах училась в гимназии имени Эразма Роттердамского в Роттердаме. В 2002—2006 годах училась в Амстердамском университете, получила степень бакалавра коммуникационных наук. Один семестр 2006 года училась в Университете штата Калифорния в Сан-Франциско. В 2006—2008 годах продолжила обучение в Амстердамском университете, получила степень магистра коммуникационных наук. Один семестр 2007 года училась в Институте политических исследований в Париже. В 2009—2012 продолжила обучение в Амстердамском университете, получила степень бакалавра права. В 2014—2015 годах училась в Лейденском университете, получила степень магистра права в области гражданского права.
В 2009—2012 годах работала личным сотрудником члена Второй палаты Генеральных штатов от Народной партии за свободу и демократию, сначала Йохана Ремкеса, затем Жанин Хеннис-Плассхарт. В 2012—2016 годах — помощник по политическим вопросам в Министерстве обороны Нидерландов. В 2016—2018 годах — стажёр-юрист в фирме Pels Rijcken & Droogleever Fortuijn в Гааге, в 2018—2019 годах — стажёр-юрист в Croon advocaten в Гааге.
По результатам выборов в Европейский парламент в 2019 году избрана депутатом от Народной партии за свободу и демократию. Являлась членом группы «Обновляя Европу».
10 января 2022 года назначена министром (без портфеля) внешней торговли и сотрудничества в целях развития Нидерландов в Министерстве иностранных дел Нидерландов в коалиционном четвёртом кабинете Рютте, сформированном по результатам парламентских выборов 2021 года.

## Личная жизнь
Не замужем.

## Награды
- Орден князя Ярослава Мудрого III степени (27 января 2023, Украина) — за весомый личный вклад в укрепление межгосударственного сотрудничества, поддержку независимости и территориальной целостности Украины[4].